# Welsh International 1979
Die Welsh International 1979 fanden in Cardiff statt. Es war die 29. Auflage dieser internationalen Meisterschaften von Wales im Badminton.

## Titelträger
| Disziplin    | Sieger                        |
| ------------ | ----------------------------- |
| Herreneinzel | Thomas Kihlström              |
| Dameneinzel  | Jane Webster                  |
| Herrendoppel | Thomas Kihlström Bengt Fröman |
| Damendoppel  | Jane Webster Karen Puttick    |
| Mixed        | Billy Gilliland Karen Puttick |

## Finalresultate
| Disziplin    | Sieger                        | Finalist                         | Ergebnis     |
| ------------ | ----------------------------- | -------------------------------- | ------------ |
| Herreneinzel | Thomas Kihlström              | Ray Stevens                      | 15–10, 15–12 |
| Dameneinzel  | Jane Webster                  | Paula Kilvington                 | 11–6, 11–4   |
| Herrendoppel | Thomas Kihlström Bengt Fröman | Ray Stevens Mike Tredgett        | 15–5, 15–7   |
| Damendoppel  | Jane Webster Karen Puttick    | Barbara Sutton Joke van Beusekom | 18–14, 15–6  |
| Mixed        | Billy Gilliland Karen Puttick | David Eddy Barbara Sutton        | 15–7, 15–10  |